# Messerschmitt-Bölkow-Blohm
«Ме́ссершмитт-Бёльков-Блом» (МББ, нем. Messerschmitt-Bölkow-Blohm) — авиационно-космическая компания Германии, образованная в 1969 году в результате слияния фирм «Мессершмитт-Бёльков» (Messerschmitt-Bölkow GmbH) и «Гамбургер флюгцойгбау» (Hamburger Flugzeugbau GmbH).
Самой известной продукцией компании были многоцелевые вертолёты Bo 105 и BK 117. В 1989 году компанию приобрела DASA, которая в 2000 году вошла в корпорацию Airbus Group.

## История
6 июня 1968 года фирма «Мессершмитт» объединилась с маленькой фирмой по гражданской инженерии и строительства гражданских самолётов «Бёльков», став «Мессершмитт-Бёльков». В следующем году в мае компания приобрела фирму «Гамбургер флюгцойгбау», авиационное подразделение «Блом унд Фосс». Тогда название компании было изменено на «Мессершмитт-Бёльков-Блом».
В 1969 году акционерами компании были семья Блом (27,1 %), Вилли Мессершмитт (23,3 %) и Людвиг Бёльков (14,6 %), «Боинг» (9,7 %), «Норд Авиасьон» (9,7 %), «Сименс» (9,1 %) и федеральная земля Бавария (6,4 %).
В 1981 году компания приобрела фирму «Ферайнигте флюгтехнише верке». В следующем году «МББ» приобрела компанию «Энтвиклунгсринг Норд (ЭРНО)» и получила название «МББ-ЭРНО» (MBB-ERNO).
В 1989 году «МББ» перешла в собственность «Дойче аэроспейс» (DASA), которая в 1995 году была переименована в «Даймлер-Бенц аэроспейс». Из-за слияния в 1998 году «Даймлер-Бенц» и «Крайслер корпорейшен», аэрокосмическое подразделение было переименовано 7 ноября 1998 года в «Даймлер-Крайслер аэроспейс». В 2000 году компания была объединена с французской фирмой «Аэроспасьяль-Матра» и испанской фирмой «CASA», чтобы сформировать европейскую аэрокосмическую группу EADS — Европейскую авиационно-космическую компанию (ныне Airbus Group).